# Station Hellendoorn
Station Hellendoorn (geografische afkorting Hel) was het eindstation van de voormalige spoorlijn Neede - Hellendoorn. Het station van Hellendoorn was geopend van 1 mei 1910 tot 15 januari 1935. Het stationsgebouw uit 1908 werd in 1970 gesloopt. Het ontwerp van dit station wordt Standaardtype NH 1 genoemd.